# Celaenopsidae
Famille
Les Celaenopsidae  Berlese, 1892 sont une famille d'acariens Mesostigmata Antennophorina. Elle est composée de sept genres et d'une quinzaine d'espèces décrites.

## Classification
- Antennocelaeno Berlese, 1903 1 espèce
- Brachycelaenopsis Trägårdh, 1951 1 espèce
- Celaenopsis Berlese, 1886 4 espèces
- Dinocelaeno Oudemans, 1936 1 espèce
- Neocelaeno Berlese, 1910 1 espèce
- Pleuronectocelaeno Vitzthum, 1926 3 espèces
- Schizocyrtillus Kinn, 1970 3 espèces